# Noches sin luna
A Noches sin luna (jelentése spanyolul: ’Hold nélküli éjszakák’) Thalía mexikói énekesnő negyedik kislemeze hatodik, Amor a la mexicana című stúdióalbumáról. Szerzői Kike Santander és José Miguel Velásquez, producere Emilio Estefan. Stílusa latin reggae. A dal rádiós formátumban jelent meg, videóklip nem készült hozzá.
Portugál nyelvű változata, a Noites sem lua [ˈnojʧis sẽj ˈluːa], amely az album brazíliai kiadásán jelent meg bonus trackként.
Rezesbanda-változata a Thalía con banda – grandes éxitos című albumon jelent meg.